# Zacharias Janssen
Zacharias Janssen (Zacharias Jansen o Sacharias Jansen) (La Haia, ca. 1585 - Amsterdam, ca. 1638) va ser un holandés fabricant de d'ulleres de Middelburg, associat amb la invenció del primer telescopi òptic. A vegades, a Janssen també se li atribueix la invenció del primer veritable microscopi compost. No obstant això, l'origen del microscopi, igual que l'origen del telescopi, és sovint tema de debat.

## Biografia
Zacharias Janssen va néixer a la Haia. Els registres locals semblen indicar que va néixer al 1585, encara que també han aparegut com dates de naixement 1580. i 1588.
Els seus pares eren Hans Martens (que possiblement era un venedor ambulant) i Maeyken Meertens, probablement d'Anvers (Bèlgica). Es va criar amb la seva germana Sara en Middelburg, la segona ciutat més important dels Països Baixos en aquell moment. Era conegut com un «venedor ambulant» que estava constantment en problemes amb les autoritats locals.
Ell mateix va declarar que havia nascut a la Haia a l'arxiu matrimonial del seu primer matrimoni, amb Catharina de Haene, el 23 d'octubre de 1610. Quan aquest arxiu va ser retrobat per Cornelis De Waard el 1906, De Waard va descobrir el següent extracte: «Sacharias Jansen, j.g. uut Den Haag» (Zacharias Janssen, solter de la Haia). Abans, es pensava sovint que Janssen era natural de Middelburg. En 1612, Zacharias i Catharina van tenir un fill que van nomenar Johannes Zachariassen.
En 1615, Zacharias va ser nomenat tutor de dos fills de Lowys Lowyssen «geseyt brilmakers Henricxen» (anomenat Enric el fabricant d'ulleres). Se suposa que Zacaries també va prendre possessió de les eines de Lowys Lowyssen per a fabricar lents, perquè el primer registre de Zacharias Janssen com a fabricant de lents d'ulleres apareix en 1616.
La família va haver de traslladar-se a Arnemuiden en 1618 després del descobriment d'activitats de falsificació de Zacharias. En 1619, Zacharias va ser novament acusat de falsificació, fet que el va obligar de canviar de ciutat i finalment va acabar de nou a Middleburg en 1621.
Un any després de la mort de la primera esposa de Janssen en 1624, es va casar amb Anna Couget, d'Anvers, que era la vídua de Willem Jansen (probablement un parent de Janssen). Es va traslladar a Amsterdam al novembre de 1626 amb la professió de fabricant d'ulleres, però va entrar en fallida en 1628.
Es creu que Janssen va morir en 1638, encara que la seva germana va dir que havia mort en 1632. Alguns testimonis i el seu fill Johannes van declarar que Janssen i la seva esposa van morir a l'abril de 1632.

## Invencions reivindicades
A través dels anys s'ha afirmat que Zacharias Janssen va inventar el telescopi i / o el microscopi en Middelburg entre 1590 i 1618. Zacharias va treballar durant algun període de la seva vida com a fabricant d'ulleres (un comerç molt competitiu i secret), i durant un temps va viure al costat del fabricant d'ulleres Hans Lippershey, a qui també se li va atribuir la invenció del telescopi. L'atribució de Janssen d'aquests descobriments és discutible, ja que no hi ha evidència concreta quant al veritable inventor, i hi ha tot un seguit d'afirmacions confuses i contradictòries de les declaracions del seu fill i compatriotes, en diferents testimonis en 1634 i 1655.

### Microscopi
S'ha associat a Janssen amb la invenció del microscopi òptic de lent única (microscopi simple) i del microscopi òptic compost (2 o més lents) de 9x augments. De vegades s'ha afirmat que el va idear amb l'ajut del seu pare (i, de vegades s'ha dit que va ser construït íntegrament pel seu pare) al voltant de 1590, mentre tractava de trobar una manera de fer una lent amb molts augments per ajudar a les persones amb greus problemes de visió.

### Telescopi
Janssen és una de les tres persones que s'han associat amb la invenció del telescopi en els Països Baixos en 1608. Al 2 d'octubre d'aquest any, Hans Lippershey va presentar la primera patent coneguda al Estats Generals dels Països Baixos, seguit d'unes poques setmanes més tard per una segona sol·licitud de patent per Jacob Metius d'Alkmaar. Totes dues van ser rebutjades perquè hi va haver reconvencions de la invenció.
Es citen diferents escrits que donaven suport a Janssen com el possible inventor del telescopi. L'astrònom alemany Simon Marius va escriure una carta al seu patró Johan Philip Fuchs von Bimbach explicant que va trobar un holandès no identificat al 1608 en la Fira de Tardor de Frankfurt (al mes de setembre) que li va tractar de vendre un aparell que semblava un telescopi. Tenint en compte la seva història com a venedor ambulant, s'especula que aquell desconegut podía ser l'holandès Zacharias Janssen, el que significaria que Janssen tenia un telescopi d'almenys un mes abans del 2 d'octubre de 1608, la data de la patent de Lippershey.
William de Boree, que va visitar Middelburg en 1655 per investigar la invenció, es va entrevistar amb el fill de Johannes Janssen. Boreel va arribar a la conclusió que el telescopi de Janssen es va construir al voltant de 1610. La seva investigació va ser referenciada per Pierre Borel en «De vero telescopii inventore» (Sobre el veritable inventor del telescopi). Hi ha altres afirmacions que diuen que Janssen va construir el primer telescopi en 1604, o fins i tot abans. El fill de Johannes Janssen va testificar sota jurament que Hans Lippershey havia robat l'invent del seu pare del telescopi, i que el seu pare havia inventat l'aparell en 1590.

### Controvèrsia
La confusió al voltant de la reivindicació de la invenció del telescopi i del microscopi es deu en part a partir dels testimonis (de vegades contradictoris) del fill de Zacharias Janssen, Johannes Zachariassen. Les reclamacions de Johannes inclouen que el seu pare va inventar el telescopi en 1590, que el seu pare va inventar el telescopi en 1604, que ell i el seu pare va inventar el telescopi en 1618, i que Jacob Metius i Cornelis Drebbel va comprar un telescopi d'ell i el seu pare en 1620 i el van copiar. Johannes també sembla haver mentit sobre la seva pròpia data de naixement, potser per poder participar en la reclamació com a inventor del telescopi, juntament amb el seu pare.
La investigació de 1655 per William Boreel (que possiblement era un amic de la infància de Zacaries Zachariassen) va afegir més confusió sobre la invenció. Les persones que va entrevistar estaven intentant relatar detalls 50 o 60 anys després dels fets, i potser Boreel es va confondre amb els noms dels fabricants d'ulleres de la seva infància. Ell també es va poder confondre sobre un microscopi construït per un altre òptic, per Drebbel, al·legant que va ser construït per Zacharias Janssen.
Albert Van Helden, Sven Dupré, Rob Van Gent, i Huib Zuidervaart, en el seu llibre «Orígens del Telescopi», van arribar a la conclusió que Janssen no podia haver-se convertit en un òptic fins al 1616, i que les reivindicacions que l'envoltaven com l'inventor del telescopi i del microscopi van ser les fabricacions del seu propi fill, Johannes Zachariassen, que les va reclamar per qüestió de fama i el possible guany econòmic.

## Activitats il·legals
Entre els anys 1613-1619, Janssen es va tractar diverses vegades de falsificar monedes. Janssen va créixer a tocar de la seca de Middleburg, on treballava el seu cunyat. Aquestes circumstàncies van facilitar a Janssen per imitar el procés de fabricació de monedes. Finalment va ser descobert i va fugir a la veïna localitat d'Arnemuiden per evitar les altes penalitzacions per falsificar monedes.
No obstant això, va continuar falsificant monedes en Arnemuiden. En 1619 va ser detingut per posseir diversos aparells per a falsificar monedes. Normalment, per aquest delicte hauria estat condemnat a mort. No obstant això, atès que el pare del batlle d'Arnemuiden era un còmplice, el procés es va retardar fins al punt que Janssen va ser capaç de fugir de nou. Amb el temps, es va desestimar el cas. Janssen va tornar a Middleburg en 1621.

## Registre històric
La vida de Janssen va ser documentada per les moltes investigacions sobre el tema abans de la Segona Guerra Mundial. Molts dels arxius de Middelburg van ser destruïts pel bombardeig de Middelburg el 17 de maig de 1940, durant la invasió nazi dels Països Baixos. Sense aquests estudis anteriors, molt poc se sap de la vida de Janssen, ja que tots els arxius originals es van perdre en els incendis posteriors al bombardeig.